# Kościół Najświętszego Serca Pana Jezusa w Podświlu
Kościół Najświętszego Serca Pana Jezusa w Podświlu – kościół parafialny w Podświlu na Białorusi.

## Historia
Pierwszy drewniany kościół w Podświlu został zbudowany w 1930 roku. W 1946 r. kościół został zamknięty. Na początku utworzono w nim klub, potem spichlerz kołchozowy, a następnie magazyn fabryki lnu. W 1984 r. budynek zburzono, a drewno przekazano na opał.
W 1996 r. ks. Lucjan Pawlik MIC, proboszcz w Zadrożu, kupił dawny sklep i urządził w nim tymczasową kaplicę. W 2000 r. rozpoczęto budowę kościoła. W 2004 r. budynek pokryto dachem i rozpoczęto prace wewnętrzne. Świątynię poświęcono 30 lipca 2011 r.